# Walckenaeria suspecta
Walckenaeria suspecta là một loài nhện trong họ Linyphiidae.
Loài này thuộc chi Walckenaeria. Walckenaeria suspecta được Wladislaus Kulczynski miêu tả năm 1882.